# 人格主义
人格主义是强调人类个体重要性的一个哲学流派。对人格主义的诠释有诸多不同版本，因此很难界定人格主义具体属于哲学还是神学运动。弗里德里希·施莱尔马赫在1799年发表的著作中首次提到了“人格主义”（德語：Personalismus）一词。不过，世界各地哲学先驱曾多少涉及到过人格主义的相关探讨中。
学者林来梵认为，德国宪法的基本原则——保护个人的尊严，即是「人格主义」的体现。